# Ptiloglossa mexicana
Ptiloglossa mexicana är en biart som först beskrevs av Cresson 1878.  Ptiloglossa mexicana ingår i släktet Ptiloglossa och familjen korttungebin. Inga underarter finns listade i Catalogue of Life.